# Realismo moderato

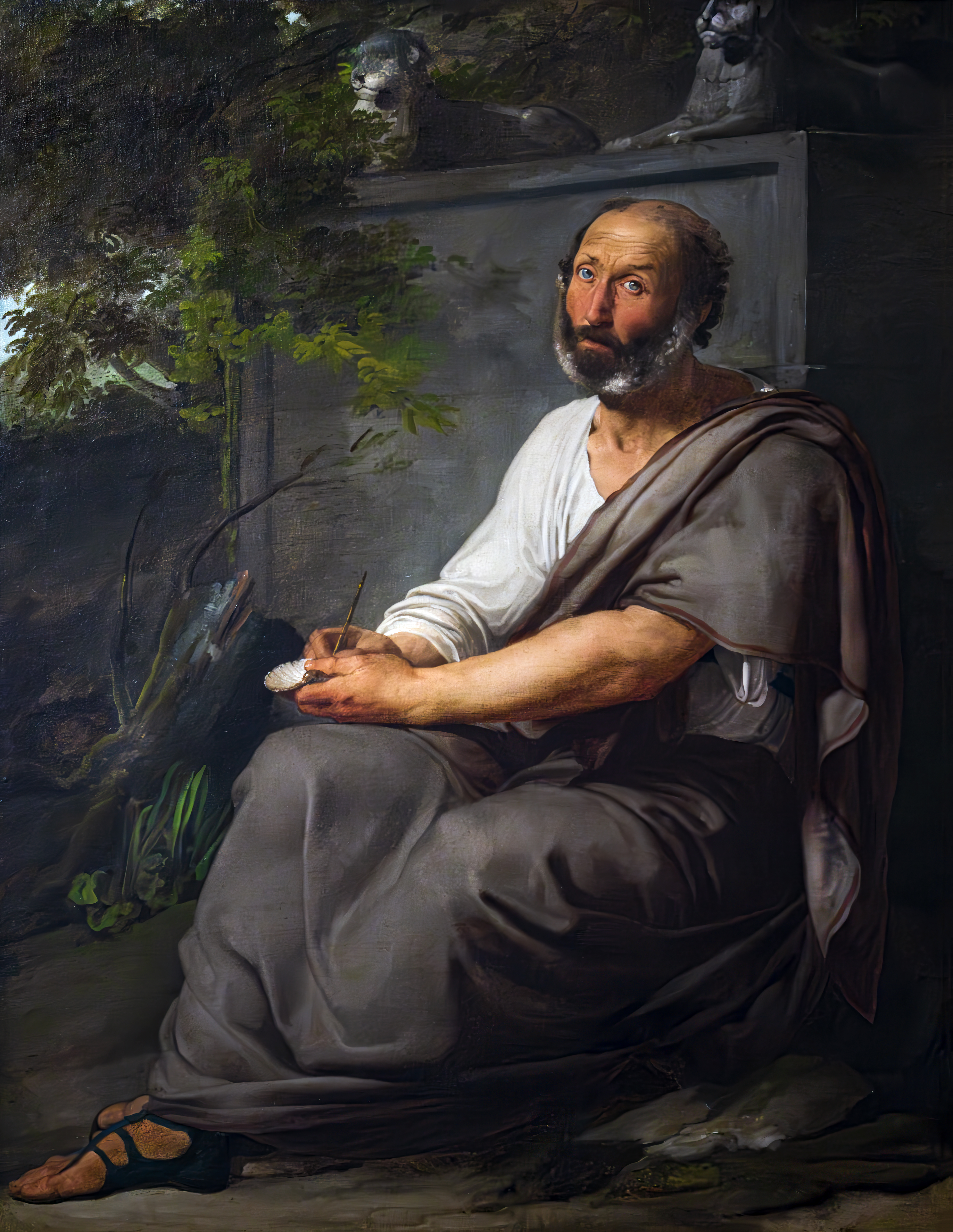
Aristotele (opera di Francesco Hayez)

Nell'ambito della Disputa sugli universali, il realismo moderato, detto anche realismo immanente, è un tipo di realismo metafisico che nega l'esistenza separata degli universali, diversamente dal realismo platonico che li collocava nell'Iperuranio. Esso afferma inoltre che gli universali in quanto tali non esistono nemmeno all'interno di ciò che è particolare: gli universali esistono nella mente (ante rem e post rem) delle sostanze separate (che sono: Dio, gli angeli, l'anima), mentre nella realtà esiste solo la loro individuazione e moltiplicazione in altrettanti enti particolari.

## Concetto
Il realismo moderato si oppone sia alla teoria platonica delle idee che al nominalismo. I nominalisti negano del tutto l'esistenza degli universali, inclusa anche la loro individuazione e moltiplicazione negli enti particolari. Il realismo moderato è considerato una soluzione intermedia tra il realismo platonico e il nominalismo, poiché sostiene che gli universali giacciono nello spazio-tempo, ma non in mondi separati.
Il realismo moderato fu adottato da Aristotele, san Tommaso d'Aquino, san Bonaventura e da Duns Scoto (v. la voce realismo scotista). Il realismo moderato è antirealista in relazione agli oggetti astratti, allo stesso modo del concettualismo, con la differenza che quest'ultimo nega anche l'indipendenza degli universali presenti nella mente da quelli immersi negli oggetti extramentali.  Aristotele, come esposto dall'Aquinate, nega l'esistenza del regno delle forme e, diversamente da Platone, afferma che il mondo circostante è l'unico nel quale esiste qualche ente perfettamente conforme agli universali della mente umana (v. Adaequatio rei et intellectus).

## Nella filosofia moderna
Willard Van Orman Quine in Posits and Reality (1955) e David Malet Armstrong in Universals: An Opinionated Introduction (1989, p. 8) hanno proposto una versione del realismo moderato più recente e di successo. Secondo Quine, ogni oggetto la cui esistenza è proposta per via teorica è reale,  "tutto ciò di cui ammettiamo l'esistenza è un mero postulato dal punto di vista della descrizione del processo di costruzione della teoria", nell'ipotesi che tale teoria abbia retto a prove rigorose. Secondo Armstrong, l'indipendenza degli universali della mente da quelli extramentali è fondamentale per la causazione e, in alcuni casi di singolarità di quest'ultima, di ciò che egli chiama "connessione nomica".